# Papa Lando
Papa Lando (n. secolul al IX-lea d.Hr., Sabina⁠(d), Italia – d. martie 914 d.Hr., Roma, Statele Papale) a fost Papă al Romei din Iulie sau August 913 și a decedat în Februarie sau Martie 914. Papa Lando s-a născut la Sabina, în Italia iar tatăl său se numea Taino. Papa Lando a fost ultimul Papă care a purtat un nume inedit, până la Papa Ioan Paul I, în 1978. 